# IBM 4690
L'IBM 4690 Operating System (o l'IBM 4690 OS) és un sistema operatiu fabricat per l'IBM per ús en caixes enregistradores i terminals de punt de venda. Va succeir a l'IBM 4680, llançat el 1986.